# Parlamentswahl in Gibraltar 2015
- GSLP: 7
- LPG: 3
- GSD: 7

Die Wahl zum Parlament von Gibraltar fand am 26. November 2015 statt.
Sie wurde von der GSLP–Liberal Alliance gewonnen, einer Allianz zwischen Gibraltar Socialist Labour Party (GSLP) und Liberal Party of Gibraltar (LPG), die 68,44 % der Stimmen und 10 der 17 verfügbaren Sitze übernahm und damit zum zweiten Mal in Folge den Sieg davontrug.

## Wahlergebnis
| Parlamentswahl von Gibraltar 2015               | Parlamentswahl von Gibraltar 2015               | Parlamentswahl von Gibraltar 2015               | Parlamentswahl von Gibraltar 2015               | Parlamentswahl von Gibraltar 2015 | Parlamentswahl von Gibraltar 2015 | Parlamentswahl von Gibraltar 2015 | Parlamentswahl von Gibraltar 2015 | Parlamentswahl von Gibraltar 2015 |
| Partei                                          | Partei                                          | Partei                                          | Partei                                          | Stimmen                           | %                                 | ±                                 | Sitze                             | ±                                 |
| ----------------------------------------------- | ----------------------------------------------- | ----------------------------------------------- | ----------------------------------------------- | --------------------------------- | --------------------------------- | --------------------------------- | --------------------------------- | --------------------------------- |
|                                                 | Alliance                                        |                                                 | Gibraltar Socialist Labour Party                | 70.551                            | 47,83 %                           | ▲13,60 %                          | 7                                 | ▬                                 |
|                                                 | Alliance                                        | Liberal Party                                   | 30.399                                          | 20,61 %                           | ▲ 5,97 %                          | 3                                 | ▬                                 |                                   |
|                                                 | Alliance                                        | Alliance Gesamt                                 | 100.950                                         | 68,44 %                           | ▲19,57 %                          | 10                                | ▬                                 |                                   |
|                                                 | Gibraltar Social Democrats                      | Gibraltar Social Democrats                      | Gibraltar Social Democrats                      | 46.545                            | 31,56 %                           | ▼15,20 %                          | 7                                 | ▬                                 |
| Gesamt                                          | Gesamt                                          | Gesamt                                          | Gesamt                                          | 147.495                           | 100 %                             |                                   | 17                                | ▬                                 |
|                                                 |                                                 |                                                 |                                                 |                                   |                                   |                                   |                                   |                                   |
| Gültige Stimmen                                 | Gültige Stimmen                                 | Gültige Stimmen                                 | Gültige Stimmen                                 | 15.578                            | 94,56 %                           |                                   |                                   |                                   |
| Ungültige Stimmen                               | Ungültige Stimmen                               | Ungültige Stimmen                               | Ungültige Stimmen                               | 897                               | 5,44 %                            |                                   |                                   |                                   |
| Abgegebene Stimmen                              | Abgegebene Stimmen                              | Abgegebene Stimmen                              | Abgegebene Stimmen                              | 16.475                            | 100 %                             |                                   |                                   |                                   |
| Anzahl der Wahlberechtigten und Wahlbeteiligung | Anzahl der Wahlberechtigten und Wahlbeteiligung | Anzahl der Wahlberechtigten und Wahlbeteiligung | Anzahl der Wahlberechtigten und Wahlbeteiligung | 23.278                            | 70,77 %                           |                                   |                                   |                                   |